# Acacia retivenea
Acacia retivenea é uma espécie de leguminosa do gênero Acacia, pertencente à família Fabaceae.